# Otto Meyer (Jurist)
Otto Meyer (* 17. Dezember 1867 in Göttingen; † 28. Februar 1951 ebenda) war ein deutscher Richter.

## Leben
Als Sohn von Ludwig Meyer und seiner Frau Anna geb. Hübener besuchte Otto Meyer das Königliche Gymnasium Göttingen. Nach dem Abitur studierte er Rechtswissenschaft an der Albert-Ludwigs-Universität Freiburg. Im Sommersemester 1886 wurde er im Corps Rhenania Freiburg aktiv – als einer von 22 Füchsen bei insgesamt 44 Corpsburschen. Als einer von nur neun übriggebliebenen Füchsen wurde Otto Meyer am 28. Oktober 1886 nach Max von Baden recipiert und in den beiden folgenden Semestern als Consenior zweimal ausgezeichnet.

### Richter
Er diente – vermutlich als Rechtsreferendar in Göttingen – als Einjährig-Freiwilliger in einem hannoverschen Regiment und wurde Hauptmann der Preußischen Landwehr.  Seit dem 1. Juni 1893 Gerichtsassessor, wurde er am 16. Oktober 1895 Amtsgerichtsrat in Schrimm, Provinz Posen. Am 1. Januar 1900 folgte die Ernennung zum Landgerichtsrat am Landgericht Lüneburg. In Lüneburg heiratete er am 9. September 1902 Elisabeth von Meibom (1881–1961). Am 1. April 1903 kam er an das Landgericht Verden und am 1. November 1907 an das Oberlandesgericht Celle. 1910 und 1916 wurden Meyer und seiner Frau in Celle zwei Söhne geboren.
Im Alter von 46 Jahren zog er 1914 mit dem Infanterie-Regiment „Herzog Friedrich Wilhelm von Braunschweig“ (Ostfriesisches) Nr. 78 in den Ersten Weltkrieg. Nachdem er noch im Braunschweigischen Infanterie-Regiment Nr. 92 und im 2. Hannoverschen Infanterie-Regiment Nr. 77 gekämpft hatte und mit dem Eisernen Kreuz ausgezeichnet worden war, wurde er Ende 1915 zur Zentralpolizeistelle in Włocławek versetzt.

### Gerichtspräsident
Seit dem 21. Dezember 1916 Geh. Justizrat, wurde er vom Preußischen  Justizministerium zum 1. Februar 1917 als Senatspräsident an das westpreußische Oberlandesgericht Marienwerder  berufen. Als Marienwerder nach dem Friedensvertrag von Versailles 1920 zu Polen kam, wurde Meyer am 1. April 1921 zum Landgerichtspräsidenten des Landgericht Kiel ernannt. Am 1. April 1923 kehrte er als Oberlandesgerichtspräsident nach Celle zurück. Nach acht Jahren trat er zum 1. November 1931 auf eigenen Antrag in den Ruhestand. Er erwirkte seine Zulassung als Rechtsanwalt beim Oberlandesgericht, musste sie aber nach dem Wahlsieg der Nationalsozialistischen Deutschen Arbeiterpartei bei der Reichstagswahl März 1933 zurückgeben, weil sein Vater jüdischer Abstammung gewesen war.
1934 zog Meyer mit seiner Frau in seine Heimatstadt Göttingen. Im selben Jahr strich ihn sein Corps unter dem Druck des Arierparagraphen aus der Liste der Alten Herren. Die 1948 angebotene Wiederaufnahme des Bandes lehnte er ab.